# Rissoa
Rissoa là một chi ốc biển nhỏ, là động vật thân mềm chân bụng sống ở biển trong họ Rissoidae.

## Các loài
Các loài trong chi Rissoa gồm có:
- Rissoa aartseni Verduin, 1985[2]
- Rissoa albugo Watson, 1873[3]
- Rissoa alleryi (Nordsieck, 1972)[4]
- Rissoa angustior (Monterosato, 1917)[5]
- Rissoa auriformis Pallary, 1904[6]
- Rissoa auriscalpium (Linnaeus, 1758)[7]
- Rissoa decorata Philippi, 1846[8]
- Rissoa euxinica Milaschevich, 1909[9]
- Rissoa frauenfeldiana Brusina, 1868[10]
- Rissoa gemmula Fischer P. in de Folin, 1869[11]
- Rissoa gomerica (Nordsieck & Talavera, 1979)[12]
- Rissoa guerinii Récluz, 1843[13]
- Rissoa guernei Dautzenberg, 1889[14]
- Rissoa interrupta (J. Adams, 1800)[15]
- Rissoa italiensis Verduin, 1985[16]
- Rissoa janusi (Nordsieck, 1972)[17]
- Rissoa lia (Monterosato, 1884)[18]
- Rissoa lilacina Récluz, 1843[19]
- Rissoa membranacea (Adams J., 1800)[20]
- Rissoa mirabilis Manzoni, 1868[21]
- Rissoa monodonta Philippi, 1836[22]
- Rissoa multicincta (Smriglio & Mariottini, 1995)[23]
- Rissoa multicostata (Nordsieck & Talavera, 1979)[24]
- Rissoa panhormensis Verduin, 1985[25]
- Rissoa paradoxa (Monterosato, 1884)[26]
- Rissoa parva (da Costa, 1778)[27]
- Rissoa porifera (Lovén, 1843)[28]
- Rissoa pseudoguerini (Nordsieck & Talavera, 1979)[29]
- Rissoa rodhensis Verduin, 1985[30]
- Rissoa rufilabrum Alder[31]
- Rissoa sarsii Lovén, 1846[32]
- Rissoa scurra (Monterosato, 1917)[33]
- Rissoa similis Scacchi, 1836[34]
- Rissoa splendida Eichwald, 1830[35]
- Rissoa torquilla Pallary, 1912[36]
- Rissoa variabilis (Von Mühlfeldt, 1824)[37]
- Rissoa ventricosa Desmarest, 1814[38]
- Rissoa verdensis Rolán & Oliveira, 2008[39]
- Rissoa vicina Milaschevich, 1909[40]
- Rissoa violacea Desmarest, 1814[41]

## Hình ảnh

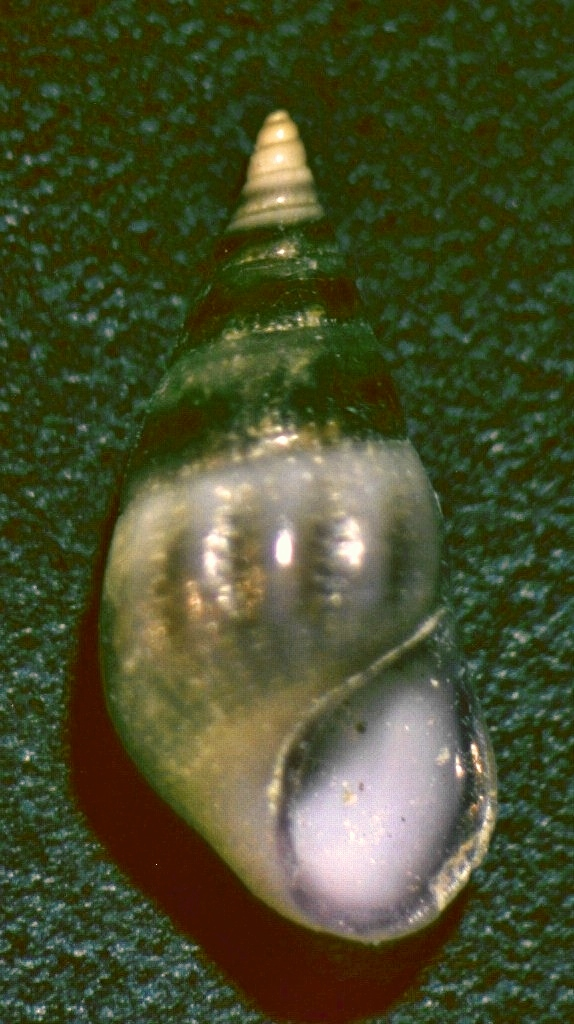